# Книга п'яти кілець
«Книга П'яти Кілець» (яп. 五 輪 書, латиніз.: Gorin no Sho) — це фундаментальний філософсько-воєнний трактат, написаний у XVII столітті легендарним самураєм Міямото Мусаші. Цей твір охоплює широкий спектр питань, пов'язаних з мистецтвом стратегії та воєнної тактики, включаючи різноманітні школи фехтування, використання різних видів зброї в різних ситуаціях та обставинах. Автор наголошує на тому, що самурай повинен не лише захищатися від супротивника, а й прагнути до перемоги над ним у разі загрози. «Книга П'яти Кілець» слугує своєрідним посібником з кендзюцу, детально описуючи основні прийоми володіння катаною. Цей трактат і донині ретельно вивчається майстрами бойових мистецтв. Однак, його зміст не обмежується лише питаннями поєдинку; Міямото Мусаші також торкається тем глобальних воєн та інших видів конфліктів, як зазначено в передмові.

## Структура
Книга складається з п'яти частин (сувоїв): 
- Книга Землі — розповідає про «Шлях воїна», містить необхідні визначення, а також є введенням у загальні принципи.
- Книга Води — містить інформацію про бойову школу Мусаши, опис поглядів і прийомів.
- Книга Вогню — описує спроби знайти потрібний момент і домінувати над противником в бою.
- Книга Вітру — містить опис різних сучасному автору стилів і шкіл бою.
- Книга Порожнечі — це короткий вступ в «Шлях воїна» — філософію життя Мусаші.

## Український переклад
Існує всього 4 переклади українською мовою, серед яких також існує неофіційний переклад пера Тарас Савчук, здійснений з англійської мови у 2013 році.
- Міямото Мусасі. Книга П’яти Кілець. Переклад Ярослава Мишанича. Мультимедійне видавництво Стрельбицького, 2020. ?? с.
- Кодекс самурая. Хагакуре. Книга п'яти кілець. Переклад Iгор Андрущенко. Арій, 2023. 352 с. ISBN 978-966-498-795-7
- Міямото Мушасі. Книга П’яти Кілець. Переклад Віталія Данмера. Фоліо, 2024. 128 с. ISBN 978-617-551-832-8